# Grollea
Grollea là một chi rêu trong họ Antheliaceae.